# Drow
Drow [dɹaʊ] är den engelska beteckningen för en art alver i det fantasy-orienterade rollspelet Dungeons & Dragons. I svensk översättning har arten kallats svartalver och mörkeralver. Ursprungligen är drow ett övernaturligt väsen från Shetlandsöarna, som vissa ordböcker beskrivit som en "elf". Säkert har också de døkkálfar (mörkeralver) eller svartálfar (svartalver) som beskrivs i Snorres Edda varit inspiration till drowerna.
Viss oenighet råder om hur beteckningen bäst översätts. Då detta problem är vanligt förekommande inom rollspelande, där de flesta produkter har engelska som ursprungsspråk, används ofta engelska beteckningar även i svenskt tal. Av denna anledning beskrivs därför arten i denna artikel (hellre än i artiklarna om svartalv och mörkeralv) och då med den engelska beteckningen.

## Utseende
Drow är likt andra fantasy-alver humanoida till kroppsformen. Jämfört med människor är de också något mindre och till synes spädare. Drow skiljer sig från andra alver utseendemässigt i det att drow är helt svarta i hyn. Deras hår är oftast mycket ljust, närmast vitt. Ögonfärgen är vanligtvis röd, ibland violett, grå eller gul.

## Egenskaper
Drow som art och samhälle anses av andra raser vara onda. En enskild drow kan förväntas vara svekfull, hänsynslös och egoistisk. Drow är vanligtvis karismatiska och intelligenta. De har jämförelsevis starkt motstånd mot magi samt att varje drow har vissa naturligt förekommande magiska egenskaper. Drow är njutare. Droger och orgier förekommer ofta. Sex hos drow saknar i stort sett tabun.

## Samhälle
Drow lever i den underjordiska världen Underdark. Drow-samhället är strikt matriarkalt. Våld utgör en naturlig del av processen att bestämma maktordningen i samhället. Drow-kvinnorna är oftast präster, då speciellt åt spindelgudinnan Lolth. Männen är trollkarlar eller krigare, yrken som värderas lägre. Drow för krig och då speciellt mot varelser som lever på ytan som exempelvis människor och alver, de senare mot vilka drow hyser stort hat. 